# 우테나구

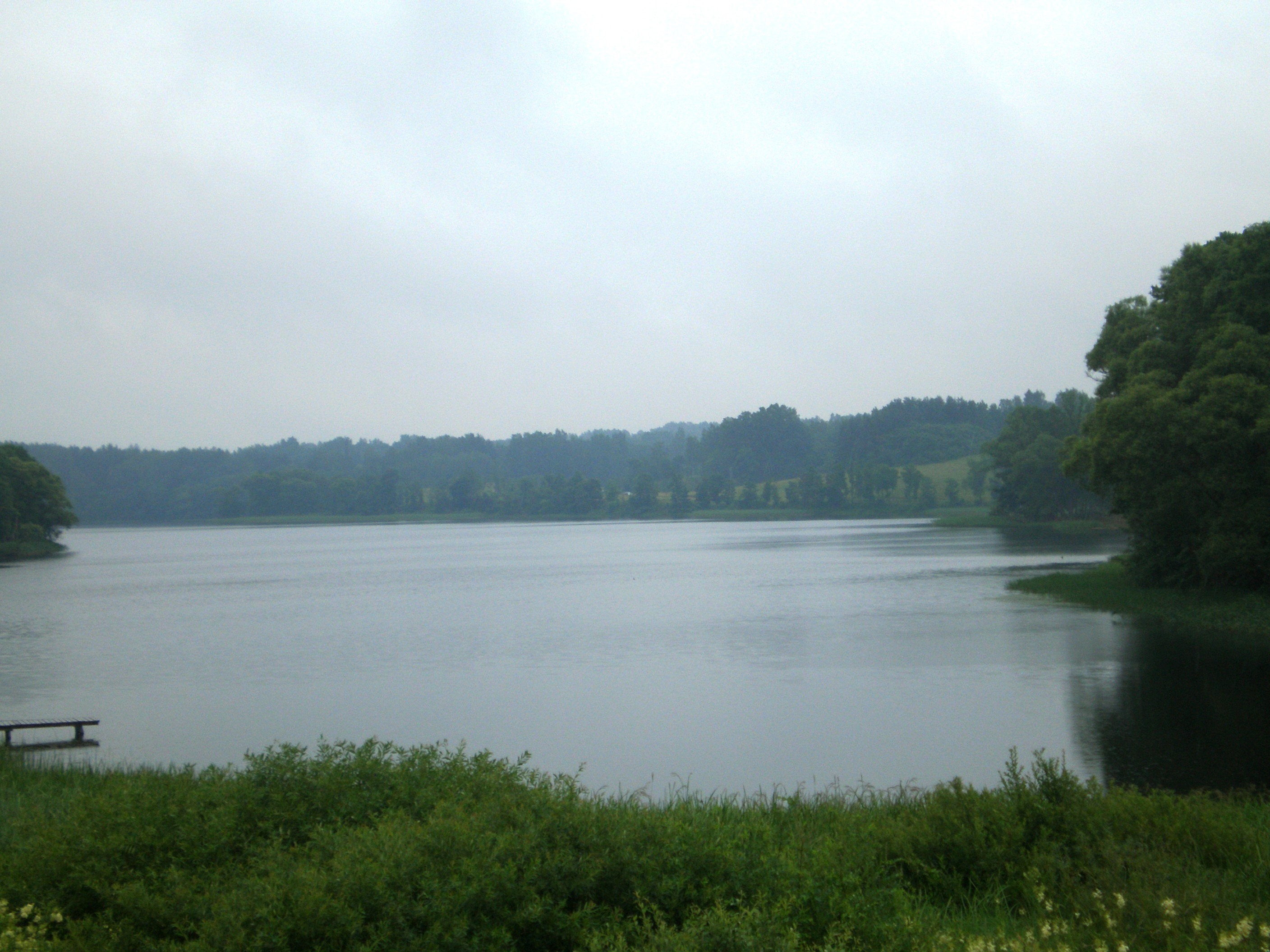
우테나구에 위치한 타우라그나스호

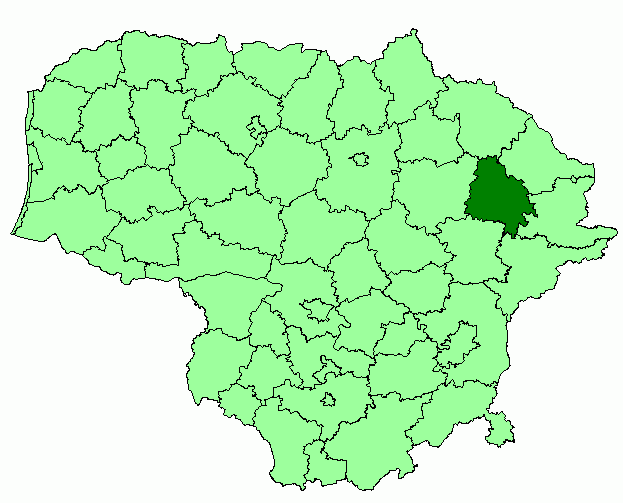
우테나구의 위치

우테나구(리투아니아어: Utenos rajono savivaldybė)는 리투아니아 우테나주를 구성하는 6개 지방 자치체 가운데 하나로 행정 중심지는 우테나이며 면적은 1,230km2, 인구는 40,454명(2015년 기준), 인구 밀도는 32.9명/km2이다. 10개 장로구를 관할한다. 우테나주 아닉슈차이구, 몰레타이구, 자라사이구, 이그날리나구, 파네베지스주 로키슈키스구, 빌뉴스주 슈벤초니스구와 접한다.

지방 자치체 문장